# Рептилия (фильм)
«Рептилия» (англ. The Reptile) — британский фильм ужасов 1966 года, снятый в поджанре «готические ужасы».

## Сюжет
Начало XX века, небольшая деревня Клэгмур-Хит, находящаяся в глуши Корнуолла. Несколько местных жителей загадочно погибают от того, что сами они называют «Чёрная смерть». Гарри Сполдинг наследует коттедж своего покойного брата Чарльза и приезжает сюда со своей невестой Валери. Жители деревни держатся подальше от новоприбывшей пары, так как испытывают неприязнь ко всем чужакам, и только трактирщик Том Бейли заводит дружбу с парой. Он рассказывает им, что случившееся — далеко не первая череда таинственных смертей селян.
Ближайшим соседом молодой пары становится доктор Франклин. Он выглядит весьма зловеще и имеет репутацию «безумного учёного». С ним живёт его молодая и красивая дочь Анна. Отец относится к Анне с жестоким презрением; за порядком в доме следит молчаливый слуга-малаец.
Заинтересованный тайной этих странных смертей, Гарри приглашает к себе домой на ужин местного чудака, Безумного Питера, чтобы разузнать у него побольше. Однако уже после первых вопросов Питер предупреждает, что жизни Гарри и Валери в опасности, после чего быстро уходит. Через несколько часов он возвращается с почерневшим и опухшим лицом, после чего умирает на руках у молодых. Пара взывает к соседу, доктору Франклину, но тот высокомерно заявляет, что смерть Питера его не касается, объясняя, что он «доктор богословия, а не хирург».
В попытке помочь Гарри раскрыть тайну, Том Бэйли тайком выкапывает труп Питера и обнаруживает на его шее странную рану, похожую на змеиный укус. После этого Гарри и Том выкапывают гроб Чарльза Сполдинга и обнаруживают, что на его трупе тоже есть такие же отметины. Гарри вновь идёт с визитом к своему странному соседу, и там его кусает чудовище, получеловек-полузмея. Тем не менее молодому человеку удаётся добраться до своего дома, где его более-менее в порядок приводит жена, так что смерти ему удаётся избежать.
Через некоторое время в доме безумного учёного Валери становится свидетельницей попытки Франклина убить Анну, которая была превращена в рептилию после того, как была похищена и проклята малайским культом змей, в который входил нынешний малайский слуга семьи. Между Франклином и малайцем завязывается драка, в результате которой случайно опрокидывается фонарь и поджигается дом; слуга убит. Отец укушен дочерью, находящейся в образе Рептилии, и умирает. Также Анна пытается укусить Валери, но не успевает, сгорая в огне. Появляются Гарри и Том, они вытаскивают Валери на воздух. Все трое благополучно убегают из про́клятого дома и наблюдают, как особняк объят пламенем.

## В ролях
В порядке указания в титрах
- Ноэль Уиллман[англ.] — доктор Франклин
- Дженнифер Дэниел[англ.] — Валери Сполдинг
- Рэй Барретт — Гарри Джордж Сполдинг
- Жаклин Пирс[англ.] — Анна Франклин, Рептилия[3]
- Майкл Риппер[англ.] — Том Бэйли, трактирщик
- Джон Лори — Безумный Питер, деревенский чудак
- Марн Мейтленд[англ.] — слуга-малаец
- Дэвид Бэрон — Чарльз Эдвард Сполдинг
- Чарльз Ллойд-Пэк[англ.] — викарий
- Гарольд Голдблатт[англ.] — солиситор
- Джордж Вудбридж[англ.] — Старый Гэрнси

## Производство и показ
Фильм был снят компанией Hammer Film Productions, дистрибьютором стала 20th Century Studios. «Рептилия» снималась одновременно с «Чумой зомби», поэтому в лентах в ряде случаев использованы одни и те же съёмочные локации, например, съёмки в особняке Окли Корт близ городка Брэй (именно этот дом горит в финальных кадрах). В обоих фильмах снялись Жаклин Пирс и Майкл Риппер. Коттедж, в котором происходит основная часть действия картины, расположен на дороге Брентмур-Роуд близ города Уокинг. Пустошь снимали в заповеднике (участке особого научного значения с 1993 года) Чобхэм-Коммон. Железнодорожная станция в начале фильма — Лаудуотер.
Гримёром картины выступил австралиец Рой Эштон. Он так сказал о своей работе: «Я сделал базовую маску из ламинированной бумаги, которую нужно было обернуть вокруг головы актрисы… Чтобы создать чешую, я взял выброшенную шкуру удава и сделал из неё гипсовый слепок, а после отверждения получил идеальный материал для кожи со всеми нетронутыми чудесными рисунками… Макияж для Рептилии занимал один час, чтобы нанести его от начала до конца. Я сделал окуляры со встроенными линзами. Они были отделены от маски, чтобы я мог надевать их непосредственно перед каждым дублем, чтобы актрисе не было слишком неудобно, пока она ждала.» Тем не менее исполнительница роли Рептилии, Жаклин Пирс, так говорила об этом: «Это занимало много времени… Я помню, насколько жмущим был грим для Рептилии, чтобы работать в нём… Это было не весело. Это было очень больно и вызывало клаустрофобию.»
Бюджет ленты составил 100 599 фунтов стерлингов.
Съёмки прошли в сентябре 1965 года. Премьера картины состоялась 20 февраля 1966 года (только в городе Лестер), 6 марта лента была показана по всей стране. Позднее в том же году «Рептилия» была продемонстрирована в США, Ирландии, Японии и ЮАР (только в Йоханнесбурге). 1967 год — в Мексике, Швеции, Франции и Норвегии; 1969 год — в Польше; 1973 год — в Турции; в 1990 году фильм впервые был показан в Финляндии (по телевидению).
Во многих случаях «Рептилия» показывалась в паре с фильмом «Распутин, безумный монах».
В 1967 году писатель Джон Бёрк новеллизировал фильм для своего сборника The Second Hammer Horror Film Omnibus.

## Критика
- The Hammer Story: The Authorised History of Hammer Films. «…классические шестидесятые Hammer…»[6]
- AllMovie. «…Этот леденящий душу фильм-монстр метафорически исследует ужасы, привезённые домой британским колониализмом… В сценарии Энтони Хиндса[англ.] есть некоторые несоответствия, но фильм великолепно смонтирован и доставляет немало потрясений…»[9]
- Time Out. «…он медленнее и угрюмее, чем его компаньон („Чума зомби“), но поразительно в стилистике Конан Дойла в своих величественных костюмированных ужасах. Жаклин Пирс[англ.] потрясающа[10]…»[11]
- British Horror Films. «…поскольку это полномасштабный готический хоррор во всех смыслах этого слова, „Рептилия“ использует все ингредиенты фильмов, которые были до него, и смешивает их вместе в настолько особенную картину, что она становится невосприимчива к ехидным комментариям… Если вам когда-нибудь нужно будет посмотреть фильм, чтобы напомнить себе, почему вы любите этот жанр, то это именно тот фильм…»[2]
- The Monthly Film Bulletin[англ.]. «…в фильме необычно сдержанное достоинство для продукции Hammer; вместо обычного кровопускания нам предлагается с нервным любопытством наблюдать за медленным саморазрушением гордого, но суеверного человека, неспособного спасти свою дочь от судьбы, наполовину желанной ей им самим… В целом, фильм весьма достойный…»[12]
- Los Angeles Times. «…сценарий слишком глуп для всех, кроме самых некритичных зрителей…»[13]
- cathoderaytube.co.uk «…в „Рептилии“ много приятных моментов, но ей не хватает некоторых внутренних качеств „Чумы зомби“, она больше полагается на медленное нарастание настроения для достижения несколько традиционной кульминации…»[4]